# Kriminálka Anděl
Kriminálka Anděl je český kriminální seriál z produkce TV Nova (první řada ve slovenské koprodukci s TV Markíza). Seriál se poprvé objevil na obrazovkách 1. září 2008 a poté v následujících šesti letech vznikly ještě další tři řady seriálu. V roce 2022 byla ohlášena pátá řada seriálu. Námětem k seriálu se stal úspěšný slovenský krimiseriál Mesto tieňov. V hlavních rolích se objevují ve všech pěti řadách David Švehlík, Marek Taclík, Helena Dvořáková a Michal Novotný.

## O seriálu
Seriál vypráví o policejním týmu z Kriminálky Anděl, jenž vyšetřuje policejní případy, které byly inspirovány skutečnými kriminálními činy. V seriálu je možné poznat Prahu (stanice je na Smíchově na adrese Nádražní 16a) i z její temné stránky. Kriminálka připomíná realitu a je blízká skutečné policejní praxi. Soukromí postav v seriálu téměř není, i když ve čtvrté řadě některé postavy, zejména Jana Chládková a Lída Rysová, své soukromí trochu odhalily.

## Obsazení a postavy
| Martin Stropnický | plk. Mgr. Ivan Tomeček    | náměstek policejního prezidenta                     | hlavní          | hlavní          | hlavní          | vedlejší        | Does not appear | Does not appear |                 |                 |
| David Švehlík     | kpt. Mgr. Tomáš Benkovský | kriminalista                                        | hlavní          | hlavní          | hlavní          | hlavní          | hlavní          | hlavní          |                 |                 |
| Marek Taclík      | mjr. Mgr. Oliver Hajn     | kriminalista/šéf týmu kriminalistů/vedoucí oddělení | hlavní          | hlavní          | hlavní          | hlavní          | hlavní          | hlavní          |                 |                 |
| Helena Dvořáková  | kpt. Mgr. Jana Chládková  | kriminalistka/psycholožka                           | hlavní          | hlavní          | hlavní          | hlavní          | hlavní          | hlavní          |                 |                 |
| Michal Novotný    | por. Rudolf Uhlíř         | dokumentarista/kriminalista                         | hlavní          | hlavní          | hlavní          | hlavní          | hlavní          | hlavní          |                 |                 |
| Klára Cibulková   | kpt. Bc. Alena Olšanská   | kriminalistka, zastupovala Ivana Tomečka            | Does not appear | vedlejší        | Does not appear | Does not appear | Does not appear | Does not appear |                 |                 |
| Jana Pidrmanová   | npor. Mgr. Lída Rysová    | kriminalistka                                       | Does not appear | Does not appear | Does not appear | hlavní          | Does not appear | Does not appear |                 |                 |
| Jiří Langmajer    | kpt. Bc. Jan Souček       | kriminalista                                        | Does not appear | Does not appear | Does not appear | Does not appear | hlavní          | hlavní          |                 |                 |
| Oskar Hes         | por. Radim Fišer          | kriminalista                                        | Does not appear | Does not appear | Does not appear | Does not appear | hlavní          | hlavní          |                 |                 |
| Ladislav Frej     | MUDr. Karel Benkovský     | soudní lékař                                        | hlavní          | hlavní          | hlavní          | vedlejší        | Does not appear | Does not appear |                 |                 |
| Martin Hofmann    | MUDr. Emil Mach           | soudní lékař                                        | Does not appear | Does not appear | vedlejší        | hlavní          | Does not appear | Does not appear | Does not appear | Does not appear |
| Pavla Gajdošíková | MUDr. Lucie Karasová      | soudní lékařka                                      | Does not appear | Does not appear | Does not appear | Does not appear | vedlejší        |                 |                 |                 |
| Tereza Dočkalová  | MUDr. Tereza Šedivá       | soudní lékařka                                      | Does not appear | Does not appear | Does not appear | Does not appear | vedlejší        |                 |                 |                 |
| Ema Businská      | Hana Brodská              | laborantka                                          | Does not appear | Does not appear | Does not appear | Does not appear | hlavní          |                 |                 |                 |
| Miloslav Mejzlík  | plk. Mgr. Milan Horák †   | vedoucí kriminálky                                  | hlavní          | hlavní          | hlavní          | Does not appear | Does not appear | Does not appear |                 |                 |
| Ivana Chýlková    | pplk. Mgr. Dagmar Kopecká | vedoucí kriminálky                                  | Does not appear | Does not appear | hlavní          | Does not appear | Does not appear | Does not appear |                 |                 |
| Zlata Adamovská   | plk. Mgr. Věra Beránková  | vedoucí kriminálky                                  | Does not appear | Does not appear | Does not appear | hlavní          | Does not appear | Does not appear |                 |                 |
| Dalibor Gondík    | plk. Mgr. Václav Pospíšil | vedoucí kriminálky                                  | Does not appear | Does not appear | Does not appear | Does not appear | hlavní          | hlavní          |                 |                 |

Poznámky
1. ↑  Plukovník Ivan Tomeček se stal náměstkem policejního prezidenta a vrací se již pouze epizodně. Ve znělce je uveden.
2. ↑  Vedoucí kriminálky plk. Milan Horák je v prvním díle třetí řady zastřelen, ale je zde uveden jako hlavní postava.
3. ↑  Vedoucí kriminálky pplk. Dagmar Kopecká je od druhého dílu třetí série uvedena jako hlavní postava.

### Hlavní postavy
- mjr. / plk. Ivan Tomeček (Martin Stropnický) se stal od čtvrté řady vedlejší postavou,[3] jelikož od třetího dílu nastoupil na pozici náměstka policejního prezidenta a ke své staré partě se vrací jen někdy, aby dohlédl na jejich vyšetřování. Dříve zastával v týmu dlouhou dobu pozici šéfa kriminalistického týmu, kterou po jeho odchodu převzal trochu překvapivě Oliver Hajn. Ve druhé řadě byl zraněn a zastupovala ho nejdříve Alena Olšanská a po ní Tomáš Benkovský. Po smrti Milana Horáka se předpokládalo, že se právě Ivan stane jeho nástupcem v křesle šéfa kriminálky. Policejní prezidium dá ale při výběru přednost podplukovnici Kopecké. Velmi nerad snáší kritiku. Na rozdíl od Milana Horáka nebo Dagmar Kopecké má se svými podřízenými spíše kamarádské vztahy, má ale jejich plný respekt. Je ženatý, s manželkou má dceru.
- kpt. Tomáš Benkovský (David Švehlík) je velmi talentovaný, chytrý a cílevědomý kriminalista, který do Prahy přichází z oddělení krajské kriminálky v Ústí nad Labem. Jeho nový parťák Oliver jej zprvu vnímá jako protekčního, protože je synem soudního lékaře Benkovského, dlouholetého přítele vedoucího týmu Ivana Tomečka. Tomáš si své místo v týmu ale najde velmi rychle. Rád se učí novým věcem a občas moc prosazuje své nápady, jelikož si myslí, že nápady ostatních jsou méně promyšlené. Počítá se s ním jako s nástupcem Ivana Tomečka jakožto vedoucího týmu, nicméně v konkurzu prohraje se zkušenějším Oliverem, který se šéfem původně vůbec stát nechtěl a místo vyhrál zejména díky Tomášově práci z fakulty, kterou mu Tomáš půjčil. O ženy nemá nouzi, ale zatím žije dlouhodobě sám a stará se o svého otce, kterému byla diagnostikována Parkinsonova nemoc. Dříve to mezi ním a Janou Chládkovou jiskřilo a několikrát bylo naznačeno, že by mezi nimi mohl vzniknout poměr. Od čtvrté řady je naznačen vztah mezi ním a novou tváří týmu Lídou Rysovou. Je ženatý a má nevlastní dceru Hanu.
- kpt. / mjr. Oliver Hajn (Marek Taclík) je od čtvrté řady novým šéfem kriminalistického týmu, kterým se stal i přes svou nechuť, jelikož musí přitom také studovat vysokou školu. Místo šéfa týmu přál svému parťákovi Tomášovi, toho nicméně v konkurzu, kam se přihlásil víceméně nedobrovolně, porazil. Velkou roli hrály zejména větší kriminalistické zkušenosti a také skvělá práce, kterou mu však zapůjčil právě Tomáš. Je to velmi dobrý parťák, který nikdy nezradí. Jeho hlavním problémem je nepořádek, nedochvilnost a nevalný smysl pro dodržování pravidel a předpisů. Další jeho vlastností je, že je cynický rejpal, rád totiž rýpe do svých podřízených svým typickým černým humorem. Je dvakrát rozvedený a má dceru Viktorii. Fandí Bohemians Praha 1905 a rád chodí na pivo. Kolegové mu někdy říkají Olí, což ho trochu irituje. Od čtvrté řady je naznačen vztah mezi ním a Janou Chládkovou.
- kpt. Jana Chládková (Helena Dvořáková) je kriminalistka a psycholožka, která se nejen při vyšetřování, ale i v životě, snaží pochopit důvody chování lidí, nemá proto problém pochopit i ty nejtěžší motivace lidského jednání. Vychovává svého syna Ludvíka v policejním bytě společně s Lídou Rysovou. S pomocí Olivera se snaží najít Ludvíkovi nového tátu, nicméně ve vztahu je velmi chladná a na výběr muže velmi náročná. Dříve to mezi ní a Tomášem Benkovským jiskřilo a bylo naznačeno, že mezi nimi vznikne poměr. Od čtvrté řady je ale naznačen vztah mezi ní a Oliverem Hajnem, což souvisí také s tím, že Tomáš více zaměřuje svoji pozornost na novou tvář týmu Lídu Rysovou.
- por. Rudolf „Ruda“ Uhlíř (Michal Novotný) je dokumentarista, archivář a počítačový analytik. I když se do terénu podívá jen výjimečně a většinu doby stráví v kanceláři u počítače, pro tým je obvykle velkým přínosem, jelikož nemá problém dohledat jakékoliv potřebné informace a spojit je do souvislostí. Je to pohodový člověk, který nerad dělá ve svém životě velké změny.
- npor. Ludmila „Lída“ Rysová (Jana Pidrmanová)[4] je nová kriminalistka v týmu, která bydlí v policejním bytě s Janou Chládkovou a jejím synem Ludvíkem. Lída má výborný analytický úsudek, za každou cenu chce prosadit to své, ale i přesto ráda pomáhá druhým. V tomto si je velmi podobná s Tomášem, na rozdíl od něj je ale mnohem ostřejší a agresivnější. Je mezi nimi sice naznačen vztah, ten ale je do značné míry limitován tím, že Lída je vdaná a na rozvod se svým norským manželem se teprve chystá. Situaci nepomáhá ani to, že tento fakt před zbytkem týmu dlouhou dobu tají.
- MUDr. Karel Benkovský (Ladislav Frej) zastával dlouhou dobu pozici hlavního soudního lékaře. Vždy se chtěl věnovat kriminalistice a práci u policie, studovat medicínu šel pouze kvůli rodičům a již při studiu odhodlaně říkal, že nastoupí pouze k mrtvolám, aby se nestalo, že někomu náhodou ublíží. Na okolí působí jako by byl naštvaný a zajímal se pouze o svou práci, což ve skutečnosti není vůbec pravda. Benkovský je velmi milý gentleman, zbožňující vážnou hudbu, kterou si při svých dlouhých pitvách rád dopřává. Je velmi blízkým přítelem Ivana Tomečka. V minulosti udržoval přátelský vztah také s Milanem Horákem, ten ale ochabl po tom, co se Milan stal šéfem celé kriminálky. Doktor Benkovský je přesvědčen, že toto místo měl získat Ivan, který byl vždy o mnoho schopnějším kriminalistou než plk. Horák. Je to vdovec, manželka mu umřela na rakovinu a zbyl mu jen jeho syn Tomáš Benkovský, kterému s pomocí svých kontaktů dohodil místo v kriminalistickém týmu Ivana Tomečka. Ve čtvrté sérii u něj byla diagnostikována Parkinsonova nemoc a odešel do důchodu.
- MUDr. Emil Mach (Martin Hofmann) se poprvé objevil ve třetí řadě jako vedlejší postava, která zastupovala doktora Benkovského v jeho nepřítomnosti. Od čtvrté řady Benkovského nahradil úplně a stal se hlavním soudním lékařem natrvalo. Miluje sporty, zejména ty adrenalinové a má charakteristicky suchý humor, kterým se snaží poněkud neúspěšně oslovit Lídu Rysovou.
- plk. Milan Horák (Miloslav Mejzlík) byl vedoucím kriminálky, který byl však v prvním díle třetí řady zastřelen. Do své pozice nastoupil poté, co Ivan Tomeček nechtěl povýšit na vyšší post, aby nepřišel o práci v terénu. Dříve taktéž zastával stejný post jako dnes Ivan Tomeček, tedy šéfa kriminalistického týmu. Postupem času svoji práci zaměřil spíše na schůzky s politiky a významnými lidmi a lobboval za potřeby týkající se policie. Do samotného vyšetřování příliš nezasahoval, zřejmě protože si uvědomoval, že nikdy nedosahoval kriminalistických kvalit svého podřízeného Ivana Tomečka a do své funkce se dostal zejména díky němu. Byl ženatý a s manželkou měl dceru Evu. Po jeho smrti zasedla na jeho pozici navzdory očekávání nově příchozí Dagmar Kopecká.
- pplk. Dagmar Kopecká (Ivana Chýlková) nastoupila na post vedoucí kriminálky po náhlé smrti bývalého vedoucího Milana Horáka. Přestože všichni očekávali jmenování Ivana Tomečka vedoucím kriminálky, policejní prezidium dalo přednost právě jí, možná díky jejím kontaktům z doby, kdy vedla oddělení hospodářské kriminality. Původně ale pochází z Ostravy, kde získala přezdívku „paní rázná“. Je vdova, po smrti svého manžela, který zahynul na šachtě jako záchranář při důlním výbuchu, odešla do Prahy, děti má již dospělé. Zajímá se mnohem více o chod vyšetřování než předešlý vedoucí Milan Horák a i když si rychle získá respekt celého týmu, Ivan jí dává dlouhodobě najevo, že o její zásahy do vyšetřování vůbec nestojí. Kopecká je vášnivou fanynkou Baníku Ostrava a neváhá si proto dobírat kapitána Hajna, který fandí Bohemians Praha. Od čtvrté řady nastoupila na Slovensko jako styčný důstojník mezi oběma státy.
- plk. Věra „Bižu“ Beránková (Zlata Adamovská)[5] je novou vedoucí kriminálky, která nemá žádné zkušenosti z terénu, takže hledání správného řešení je pro ni složité a ostatním je spíše přítěží. Původním povoláním je právnička. U policie ale pracuje jako vedoucí oddělení, které se zabývá sledováním podezřelých osob. Po odchodu Ivana Tomečka se uchází o post šéfa kriminalistického týmu, nicméně je i přes její vysokou hodnost poražena Oliverem, který je následně povýšen na majora a stává se šéfem týmu. Stále je tu ale uvolněné místo vedoucího celé kriminálky po podplukovnici Kopecké, která byla převelena na Slovensko. Tento post je už více úřednický, než kriminalistický a plk. Beránková nemá problém jej získat. Snaží se sice striktně dodržovat předpisy a lpí na detailech, o své podřízené ale pečuje, přestože oni o její pozornost příliš nestojí. Olivera jako šéfa týmu od začátku respektuje, zejména asi proto, že ji v konkurzu dokázal porazit. Nepřátelský vztah udržuje především s Janou, která kvůli péči o malého Ludvíka není schopná plnit svoji práci na 100 %. Má přezdívku „Bižu“, protože je neustále ověšená všelijakou bižuterií.

## Řady a díly
| Řada | Díly | Premiéra       | Premiéra          |
| Řada | Díly | První díl      | Poslední díl      |
| ---- | ---- | -------------- | ----------------- |
| 1    | 13   | 1. září 2008   | 1. prosince 2008  |
| 2    | 16   | 8. března 2010 | 30. května 2011   |
| 3    | 16   | 6. února 2012  | 28. května 2012   |
| 4    | 16   | 31. srpna 2014 | 14. prosince 2014 |
| 5    | 16   | 28. srpna 2023 | 11. prosince 2023 |
| 6    | 16   | 26. srpna 2024 | 9. prosince 2024  |
| 7    | 16   | Podzim 2025    | Zima 2025         |

## Kriminálka Andělna DVD
| Název             | Počet epizod | Počet disků | Datum vydání    | Zdroj |
| ----------------- | ------------ | ----------- | --------------- | ----- |
| Kompletní 1. řada | 13           | 3           | 23. května 2012 | [ 6 ] |

## Lokace natáčení
- 1. až 3. řada: Anděl, Holešovice, Smíchov a Žižkov, Hostivař, Mladá Boleslav, Beroun, Posázaví.
- 4. řada: Holešovice, Smíchov, Žižkov, Malešice, Náplavka, Letiště Praha Letňany.
- 5. řada: Panenské Břežany-ateliéry, Smíchov, Střížkov, Malešice.

## Zajímavosti 4. řady
- První klapka Kriminálky Anděl padla 30. března 2014 a poslední 28. září 2014.
- Během 112 natáčecích dnů zazněla z úst režisérů přibližně 18 000krát slova AKCE a STOP.
- Martin Stropnický, který ztvárňoval šéfa kriminalistického týmu, byl již v době natáčení poslancem PS PČR a ministrem obrany ve vládě Bohuslava Sobotky.
- Během prvních třech dílů čtvrté řady zůstává neobsazena funkce vedoucího kriminálky, kterou v minulosti zastávali Milan Horák a Dagmar Kopecká.
- Společně s příchodem nového režiséra Jaroslava Fuita je dáván větší prostor intimním vztahům mezi členy kriminalistického týmu.
- Díl "Mise" vyvolal polemiku o vhodnosti účasti M. Stropnického (t.č. ministr obrany), jelikož byl tehdejší opozicí chápán jako dehonestace armády a jejích příslušníků na misi v Afghánistánu.[7]